# Tommy Ring
Pour les articles homonymes, voir Ring.
Thomas Ring, couramment appelé Tommy Ring, est un footballeur international écossais, né le 8 août 1930, à Glasgow et décédé le 5 octobre 1997 . Évoluant au poste de milieu gauche, il est particulièrement connu pour ses saisons à Clyde.
Il compte 12 sélections pour 2 buts inscrits en équipe d'Écosse.

## Biographie

### Carrière en club
Natif de Glasgow, il joue d'abord avec le club local de Ashfield F.C. (en) avant de signer pour Clyde où il restera 11 saisons, y remportant deux Coupes d'Écosse en 1955 (où il marqua le but décisif lors du match rejoué de la finale contre le Celtic) et 1958. Il y remporta aussi deux titres de champion de deuxième division (et donc la promotion en première division) en 1951-52 et 1956-57.
Il fut transféré à Everton en janvier 1960 pour 12 000 £ et y resta presque deux ans. Lors de la saison 1960-61, ses performances furent unanimement saluées et laissèrent un souvenir important dans la mémoire des supporteurs, malgré la brièveté de sa présence au club.
En novembre 1961, à cause d’une mauvaise blessure (une fracture à la jambe), les dirigeants d’Everton devinrent circonspects quant à sa capacité à continuer des performances de haut niveau et se résignèrent à le transférer à Barnsley.
Il termina ensuite sa carrière en enchaînant quelques courtes piges à Aberdeen en Écosse ou dans des clubs non-league à Fraserburgh F.C. (en) ou Stevenage Borough, pour finalement raccrocher les crampons en 1965.
Son nom est devenu un running gag dans l’émission de football Off the Ball (en) de la BBC Radio Scotland, à cause des multiples sens existants de son nom de famille.

### Carrière internationale
Tommy Ring reçoit 12 sélections en faveur de l'équipe d'Écosse. Il joue son premier match le 6 mai 1953, pour une défaite 1-2, à l'Hampden Park de Glasgow, contre la Suède en match amical. Il reçoit sa dernière sélection le 6 novembre 1957, pour une victoire 3-2, à l'Hampden Park de Glasgow, contre la Suisse en éliminatoires de la Coupe du monde 1958. Il inscrit 2 buts lors de ses 12 sélections.
Il participe avec l'Écosse aux éliminatoires de la Coupe du monde 1958 et aux British Home Championship de 1955, 1957 et 1958.

#### Buts internationaux
| no | Date            | Lieu                  | Adversaire | Score final | Compétition               |
| -- | --------------- | --------------------- | ---------- | ----------- | ------------------------- |
| 1  | 8 décembre 1954 | Hampden Park, Glasgow | Hongrie    | 2-4         | match amical              |
| 2  | 6 avril 1957    | Wembley, Londres      | Angleterre | 1-2         | British Home Championship |

## Palmarès

### Comme joueur
- Clyde :
  - Vainqueur de la Coupe dÉcosse en 1955 et 1958
  - Champion de deuxième division en 1951-52 et 1956-57
  - Vainqueur de la B Division Supplementary Cup en 1952
  - Vainqueur de la Glasgow Cup en 1952 et 1959
  - Vainqueur de la Glasgow Merchants Charity Cup en 1952 et 1958

- Everton :
  - Vainqueur de la Liverpool Senior Cup en 1960 et 1961

- Fraserburgh F.C. (en) :
  - Vainqueur de l’Aberdeenshire Cup (en) en 1964